# Cantó de Pesenàs

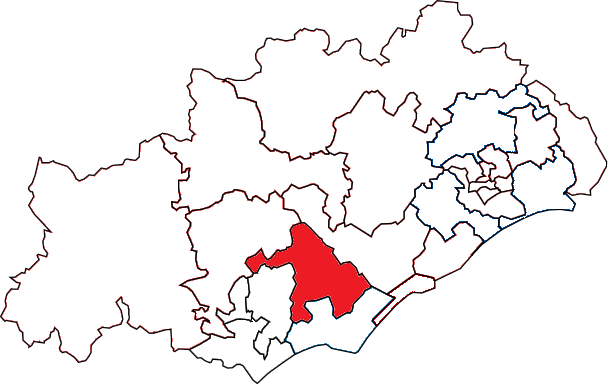
El cantó de Pézenas a l'Erau

El cantó de Pesenàs és un cantó francès del departament de l'Erau, a la regió d'Occitània. Forma part del districte de Besiers, té 15 municipis i el cap cantonal és Pesenàs.

## Municipis
- Abelhan
- Alinhan del Vent
- Castèlnòu de Guèrs
- Caus
- Colòbres
- Floreçac
- Montblanc
- Nesinhan de l'Avesque
- Pesenàs
- Pinet
- Pomeiròus
- Puèg-ericon
- Sant Tibèri
- Torbes
- Valros